# John McDowell
Pour les articles homonymes, voir McDowell.
John Henry McDowell, né le 7 mars 1942 à Boksburg en Afrique du Sud, est un philosophe sud-africain, professeur à l'Université de Pittsburgh. Il a travaillé sur des questions de métaphysique, d'épistémologie, de philosophie ancienne et de méta-éthique, mais ses principaux travaux portent sur la philosophie de l'esprit et sur la philosophie du langage.

## Œuvre
Le premier ouvrage publié par McDowell portait sur le Théétète de Platon. Dans les années 1970, il a pris une part active au projet davidsonien de fournir une théorie sémantique du langage naturel. Dans le cadre de ce débat, il a notamment critiqué la position défendue par Michael Dummett et Crispin Wright, et il a quant à lui défendu une perspective selon laquelle le comportement linguistique des autres locuteurs ne saurait être appréhendé depuis un point de vue externe, mais uniquement depuis l'intérieur de nos propres pratiques linguistiques. McDowell a publié en collaboration avec Gareth Evans un volume d'essais intitulé Truth and Meaning. Il a également été l'éditeur de l'ouvrage posthume de G. Evans intitulé The Varieties of Reference (1982). L'ouvrage principal de McDowell est à ce jour Mind and World (1994). Cet ouvrage, qui a exercé une influence majeure sur la pensée philosophique de ces dernières années, propose une théorie de la justification empirique des croyances qui reprend à son compte certaines des critiques adressées par Hegel à Kant, tout en s'intéressant aux formes contemporaines du réalisme scientifique.

## Influences
L'œuvre de McDowell témoigne d'une influence de Ludwig Wittgenstein, P. F. Strawson, David Wiggins, et surtout de Wilfrid Sellars. McDowell a lui-même à son tour exercé une influence sur son collègue de Pittsburgh Robert Brandom. Un point commun à ces deux penseurs est leur référence à Richard Rorty, et notamment à l'ouvrage de ce dernier qui s'intitule Philosophy and the Mirror of Nature (1979 ; anciennement L'Homme Spéculaire en français, puis La philosophie et le miroir de la nature depuis la nouvelle édition de 2017 qui restitue à l'ouvrage son titre original).

## Idées principales
Dans ses travaux, McDowell s'est intéressé de près à la seconde philosophie de Wittgenstein, dont il a développé les thèmes sur un mode original. Comme Wittgenstein, il a toujours considéré la philosophie comme une démarche « thérapeutique » qui « laisse toutes choses en l'état ». De là une forme de quiétisme philosophique selon lequel la philosophie doit renoncer à toute démarche de type explicatif (par exemple au sujet du rapport qui existe entre langage et monde), pour adopter au contraire une démarche descriptive qui, seule, est susceptible de libérer l'esprit des confusions dans lesquelles il est plongé. Cette volonté thérapeutique de dissoudre les faux problèmes philosophiques n'a pourtant pas empêché McDowell de développer des thèses originales et personnelles au sujet du langage, de l'esprit et des valeurs.
McDowell défend en général un réalisme sans empirisme, qui souligne les limites de notre aspiration à l'objectivité. Aussi bien l'esprit que la signification se reflètent selon lui directement dans l'action, et plus particulièrement dans les comportements proprement linguistiques. Du point de vue de sa théorie de la perception, McDowell défend là encore un réalisme modéré qui s'oppose à l'argument de l'illusion en contestant le postulat représentationnaliste sur lequel il repose. Ce postulat est celui qui voudrait qu'il existe un contenu psychologique ou encore un « plus grand facteur commun » entre la croyance vraie et la croyance illusoire. McDowell défend par ailleurs une position externaliste au sujet du mental, selon laquelle les pensées ne sauraient avoir d'existence propre que dans le cadre de leur environnement social et physique.
Parallèlement à ces conceptions relatives à l'esprit et au langage, McDowell a contribué de façon significative aux débats contemporains en philosophie morale, et plus particulièrement aux débats méta-éthiques portant sur les raisons et sur l'objectivité morale. Dans ce domaine, il a développé une théorie du sens moral que l'on peut caractériser comme un réalisme des propriétés. McDowell s'intéresse aux motivations de l'action et à l'autorité des raisons morales en analysant le rôle que jouent les croyances et les désirs de l'agent dans ses choix rationnels. Il pose la question du statut métaphysique des valeurs, qui ne sauraient être comprises comme des faits objectifs ou observables. Cependant, cela ne nous oblige pas à renoncer à une position modérément réaliste à leur égard : sans être un objet d'expérience, les valeurs n'en jouent pas moins une fonction essentielle dans notre appréhension de notre propre expérience. Il est par conséquent justifié d'affirmer leur réalité dans la mesure où celle-ci constitue un postulat indispensable sans lequel il serait impossible de rendre compte de l'expérience. C'est pourquoi les valeurs pourront être considérées comme objectives dès l'instant où l'on pourra y recourir pour former des jugements, et ainsi les utiliser comme critères pour nos choix rationnels. Cette objectivité ne sera pourtant jamais absolue, mais demeurera toujours, dans une certaine mesure, subjective, sans que cette subjectivité porte atteinte à leur réalité. La position de McDowell au sujet des valeurs occupe en ce sens un milieu entre un réalisme strict et un subjectivisme sceptique.
Ce qui se dégage de ces considérations tant au sujet de la métaphysique en général que du statut particulier des valeurs, c'est la thèse selon laquelle toutes les propositions concernant l'objectivité doivent de toute façon elles-mêmes être formulées depuis la perspective interne de nos propres pratiques. Dans une perspective wittgensteinienne, McDowell conteste l'idée selon laquelle il y aurait un point de vue extérieur à nos propres théories à partir duquel on pourrait hiérarchiser les propriétés en fonction de leur degré de réalité ou d'objectivité.
Les travaux plus récents de McDowell témoignent d'une influence de Richard Rorty et de Wilfrid Sellars. Dans Mind and World, McDowell développe une conception globalement kantienne de l'intentionnalité comprise comme faculté de l'esprit humain à se représenter le monde. Il reprend à son compte la critique développée par Sellars au sujet du « mythe du donné » qui voudrait qu'un rapport de stricte causalité entre les faits et les jugements puisse servir de fondement suffisant à nos croyances sans qu'il soit nécessaire de leur apporter de justification rationnelle supplémentaire. Une telle conception ne saurait être défendue, dans la mesure où nos expériences perceptives ne sont, de toute façon, pas quelque chose de passif où nous subirions seulement l'influence causale de la réalité. McDowell défend donc la thèse selon laquelle la conceptualisation n'est pas quelque chose de postérieur à l'expérience : il y a au contraire une structure conceptuelle essentielle à l'expérience. Un point-clé des derniers travaux de McDowell est ainsi son rejet de l'idée (elle-même tributaire du mythe du donné) d'un « contenu non-conceptuel », qui voudrait que notre expérience comprenne des représentations antérieures à toute conceptualisation. L'approche qu'il développe se fonde sur la théorie kantienne de la spontanéité des jugements dans l'expérience perceptive. Cependant, il reste fidèle à sa position globalement réaliste, et se défend de toute conséquence idéaliste qui pourrait être associée à une telle approche. Dans cet ouvrage, McDowell rejette également la position naturaliste réductrice qu'il caractérise comme un « mauvais naturalisme », et qu'il oppose à une perspective naturaliste plus large considérant les capacités de l'esprit comme le résultat de l'acquisition d'une « seconde nature ». Enfin, Mind and World se conclut sur une critique de la conception de l'expérience telle qu'elle est développée par Willard Van Orman Quine, ainsi que sur une critique de l'approche cohérentiste des croyances telle qu'elle est développée par Donald Davidson.
Depuis la publication de Mind and World, McDowell a continué à développer ses critiques des conceptions du langage, de l'esprit et des valeurs telles que ces dernières sont développées par un certain nombre de philosophes contemporains, en particulier aux États-Unis où l'influence de Wittgenstein a diminué de manière significative.